# Myersina macrostoma
Myersina macrostoma és una espècie de peix de la família dels gòbids i de l'ordre dels cipriniformes que es troba des del Japó fins a Singapur i Austràlia.

## Observacions
Sovint es troba associat a Alpheus djiboutensis.